# 窄叶裸菀
窄叶裸菀（学名：Gymnaster angustifolius）为菊科裸菀属下的一个种。